# Tom Hamilton
Thomas William "Tom" Hamilton (Colorado Springs, Colorado, 1951. december 31. –) amerikai basszusgitáros, aki az Aerosmith hard rock együttes tagjaként vált ismertté. Hamilton az együttes 1970-es megalakulása óta tagja a zenekarnak. Több dalban is szerepel társszerzőként, többek között a Sweet Emotion és a Janie's Got a Gun című slágerekben is. Időnként gitározni (például: Uncle Salty, Sick as a Dog), vokálozni (Love in an Elevator) és énekelni is szokott egyes dalokban (Up on the Mountain). 2016 óta a Thin Lizzy koncertjein is fel szokott lépni.

## Életrajz

### Korai évek
Anyja háztartásbeli, míg apja pilóta volt a második világháborúban, aki osztagparancsnokként szolgált Burmában. Ennek hatására Hamilton megkedvelte a repülőket, elmondása szerint elalvás előtt mindig arról álmodozott, hogy egy bombázótiszt a B17-es repülőerődben. Az apjától megörökölte aggodalmaskodó és konzervatív természetét. Amikor az apja a Pentagonban kapott munkát Virginiába költöztek, de Hamilton gyermekkora alatt megfordult még a család Waylandben (Boston egyik nyugati külvárosa), és Westonban is. 12 éves korában skarlátos lett, mely révén rémálmok gyötörték és gyakran került önkívületi állapotba. A betegség miatt majdnem az életét vesztette, és a bokáján a mai napig látszik egy műtét következtében keletkezett sebhely. Tinédzserkorában a II. világháború mellett, főként a The Beatles és a Three Stooges nevű komikustrió érdekelte.
A bátyja Scott Hamilton Ventures-lemezeket hallgatott, és gitározott is melléjük, így Tom Hamilton is gitározni kezdett el először 12 évesen. Visszaemlékezése szerint amikor a bátyám nem volt otthon, belopóztam a szobájába, alaposan feltekertem a hangerőt, és nekiálltam pengetni. A Beatles mellett a Rolling Stones, és a Yardbirds, majd a Cream és Jeff Beck lettek a kedvenc előadói. Mire középiskolába került a családjával együtt Új-Angliába költöztek.
Eleinte élvezte a gimnáziumban töltött időket, ezért részt vett az iskola teniszcsapatába és drámaszakkörre járt. Ezt követően azonban LSD-fogyasztás miatt megbüntették 300 dollárra, és dílerkedéssel vádolták meg. Az eset miatt megromlott a viszonya a szüleivel, és a városban is közellenségként tekintettek rá. A rászabott bírságot fűnyírással sikerült ledolgoznia. 14 éves korában váltott át a basszusgitárra, így elsőként egy Fender Precision típusú hangszeren kezdett el játszani. Főként az olyan Rolling Stones-számokra szeretett gyakorolni, mint az Under My Thumb és az It's All Over Now. Ezt követően csatlakozott egy helyi együtteshez akik a Sam Citrus and the Merciless Tangerine nevet vették fel. Az együttes tagjai mindannyian mandarinnak öltöztek be, és narancsszínű szerelésben léptek fel.
Miután feloszlott a zenekar, Hamilton egy David Scott nevű dobossal kezdett el játszani, aki megismertette vele Joe Perry gitárost. 1967 nyarán megalakították a Pipe Dream zenekart, amelyben Scott dobolt, Hamilton basszusozott, Joe Perry gitározott és Kathy Lowe énekelt. Az együttes nem működött sokáig, ezért Hamilton 1967 telén beszállt a Plastic Glass nevű zenekarba. 1968 nyarán azonban újra összeállt a Pipe Dream, de ezúttal már ők használták a Plastic Glass nevet. Az együttes énekese ekkor már John McGuire lett. A koncertprogramot főként Fleetwood Mac-, Yardbirds- és Jimi Hendrix-dalok alkották. A nyár végén feloszlott a zenekar, majd egy év múlva 1969 nyarán Jam Band néven újjáalakult.
Az együttes sok koncertet adott, ezért hamarosan a környék egyik ismert zenekara lettek. Hamilton hosszú haját nem bírta elviselni az apja, ezért el kellett költöznie otthonról. A zenekar mellett egy olcsó motelben dolgozott, ahol szobákat takarított kétdolláros órabérért. 1969 nyarának végén a Sunapee-ben lévő Barn klubban lépett fel a Jam Band, és a koncertet Steven Tyler is figyelte a közönség soraiból. A Jam Band zenészei, és az akkori zenekarai révén már helyi sztárnak számító Tylerrel megegyeztek, hogy közösen fognak zenekart alapítani. Erre azonban csak egy év múlva 1970 nyarán került sor. Addigra Scott elhagyta a formálódó zenekart, így egy ideig Tyler lett a dobos és az énekes is. A Perry–Hamilton–Tyler-felállás mellé csatlakozott Ray Tabano ritmusgitáros (akit hamarosan felváltott Brad Whitford), valamint Joey Kramer dobos, és megalakult az Aerosmith.

### Aerosmith
Az együttes indulásakor Tyler le akarta cserélni Hamiltont egy Don Solomon nevű basszusgitárosra, aki korábban a William Proudban zenélt az énekessel. Tyler indoka az volt, hogy Hamilton stílusát és hallását nem tartotta elég kifinomultnak. Hamilton később így emlékezett vissza ezekre az időkre: Elég kiforratlan zenész voltam, amikor elkezdtük a zenekart, hiányzott a tapasztalat, viszont Stevent hozzám képest kész Sztravinszkijnak mondanám. Kivételesen jó hallása volt, azonnal kiszúrta, ha mellényúltam. Mi tagadás gyakran megesett. Ráadásul mindig durván és megalázóan kritizált. Úgy éreztük magunkat, mintha egy rock and roll kiképzőtáborban lettünk volna, egy szadista tamburmajor irányítása alatt. Joe Perry azonban ragaszkodott társához, csakúgy mint Tyler Ray Tabanóhóz, akit másodgitárosnak akart bevenni. Végül abban egyeztek meg, hogy Hamilton maradhatott, cserébe pedig csatlakozott Tabano mint másodgitáros.
Ebben az időszakban Hamiltont felvették több főiskolára is, ő azonban nem hallgatott a szüleire, és abbahagyta a tanulmányait, hogy teljes idejét a zenekarra szentelhesse. Az együttes azonban még nem jövedelmezett eleget, ezért műszaki rajzolóként kapott állást. Elmondása szerint a Toys in the Attic felvételeinek az idején, 1975-ben szűnt meg a többiekkel szembeni kisebbrendűségi érzése. Ennek érdekében komoly csuklógyakorlatokat végzett, és napi több órát gyakorolt a hangszerén, miközben kokain segítségével kapott energiát a kitartáshoz.
1981-ben az Aerosmith inaktív időszakában részt vett Joey Kramer tervezett projektjében, amely a Renegade nevet használta volna, és kettejükön kívül még Jimmy Crespo, Bobby Majo, Raymond Marge lett volna benne. A formáció felvett hét számot, de azok nem kerültek kiadásra. 1981-ben anyagi gondjai támadtak, ezért eladta a házát, és bérelt lakásba kellett költöznie Newtonban. 1985-ben az együttes elhatározta, hogy drogfüggőségüktől megszabadulva, újult erővel fogják folytatni az együttes pályafutását. Hamilton a Permanent Vacation album felvételei közben, a zenekarból utolsóként szokott le a drogokról. Az albuma kiadása és a Pump megjelenése között gitárórákat vett, és ínhüvelygyulladást kapott a sok gyakorlástól. Visszaemlékezése szerint ekkortájt újra felfedezte James Jamerson és John Paul Jones játékának a nagyszerűségét.
2006 augusztusában nyelőcsőrákot diagnosztizáltak nála, ezért nem tudott részt venni a Route of All Evil Touron. Helyettese az a David Hull lett, aki korábban megfordult a Joe Perry Projectben. Kemoterápiás kezelését követően először 2006 szeptemberében csatlakozott a zenekarhoz, amikor a bostoni koncerten a Sweet Emotion alatt lépett fel. 2006. december 3-án pedig már a teljes koncerten lépett fel az együttessel a New York-i Beacon Theatre-ben. 2006. december 20-án az Aero Force One fan club számára közölte, hogy pozitronemissziós tomográfia kezeléseken kell részt vennie. A 2009-es Aerosmith/ZZ Top Tour egyes állomásain ezért újra David Hull lépett a helyére. Még szintén 2009-ben egy alkalommal az egyik lába sérült meg, ami miatt megint csak Hull kezelte a basszusgitárt.
2011-ben kiújult a rákbetegsége, és az azóta eltelt kezelések alapján jól gyógyul. Jövőbeli tervei között szerepel egy önéletrajzi könyv megjelentetése is, amelyről kihangsúlyozta, hogy nem olyan könyv lesz, ami arról szól, hogy ki és mennyi kokót szippantott fel. Ez a könyv inspiráló lesz, tele izgalommal és jókedvvel, ugyanakkor hazugságokkal, megcsalásokkal, de drogokkal is, tehát mindennel, amiről az emberek olvasni akarnak. A könyv megírását követően turnéra indult a zenekar új lemezét (Music from Another Dimension!) bemutató körútra. 2013 áprilisában azonban kénytelen volt visszavonulni az ausztrál koncertek kellős közepén, mivel ismét egészségügyi panaszai támadtak. A zenésznek a mellkasában észleltek fertőzést, ezért visszatért az Egyesült Államokba. Helyettese az a David Hull lett, aki korábban már többször is kisegítette Hamiltont. 2016 elején csatlakozott a Thin Lizzy zenekarhoz, amely azonban csak alkalomadtán ad koncerteket.

## Magánélete

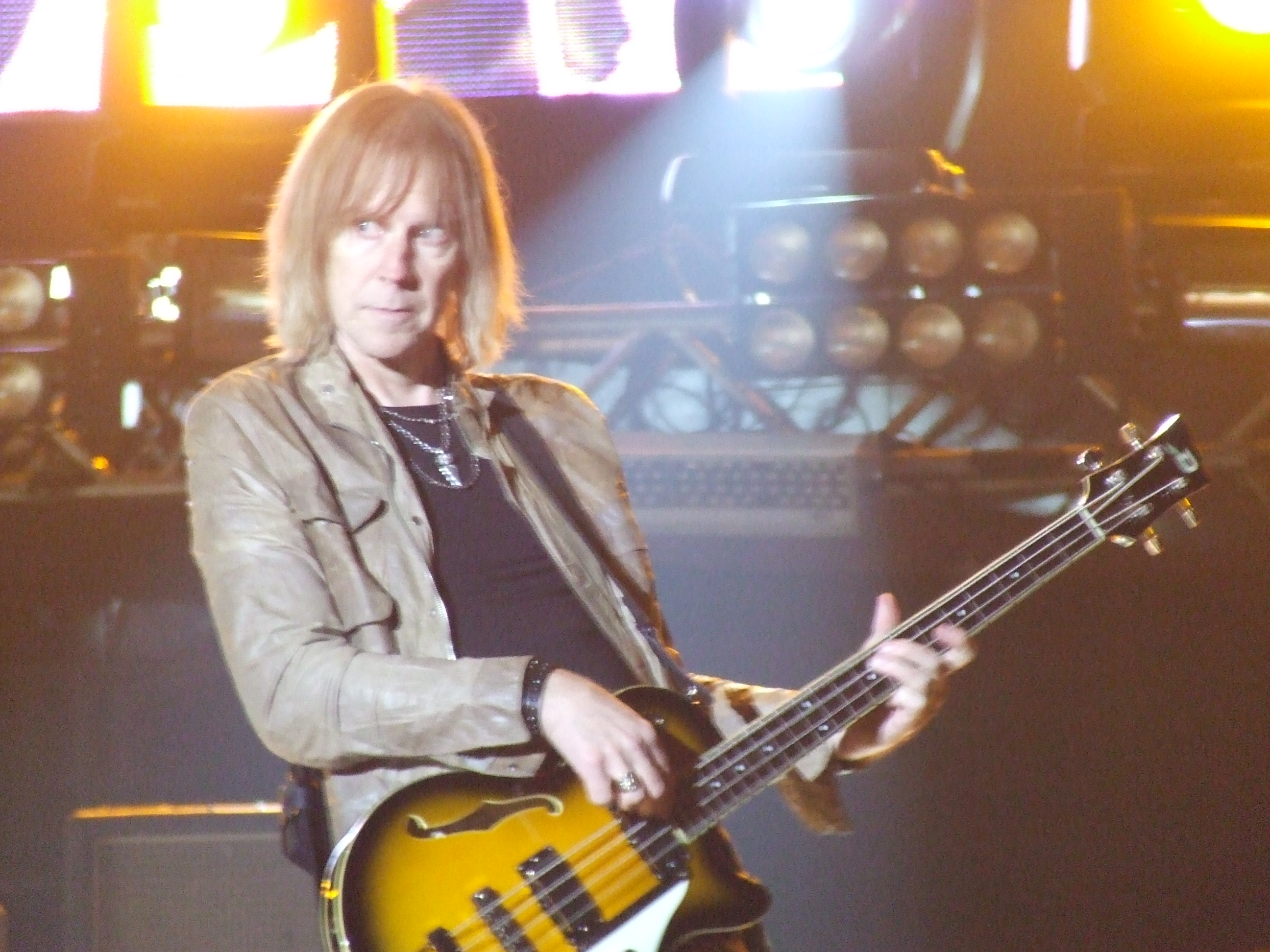
Tom Hamilton 2010-ben.

1975-ben házasodott össze feleségével Terry Hamiltonnal. Terry 1969-ben egy Jam Band-koncerten ismerkedett meg a zenésszel. Az esküvőjüket Terry Hamilton szüleinek a házában tartották meg, ahova csak a szűk családi kört hívták meg. A lakodalmat pedig egy hónappal később tartották meg. Három gyermekük van Julian, Sage és Dakota. Kedvenc sportautója a Ferrari 275 GTB, kedvenc Aerosmith-száma a The Farm, míg a leginkább kedvelt előadói a U2, az Oasis, a The Shadows, a The Beatles, a The Rolling Stones, a The Who és a Soundgarden. Basszusgitárosként John Paul Jones, John Entwistle és Paul McCartney volt rá a legnagyobb hatással.

## Hangszerei
Tom Hamilton az Aerosmith karrierje alatt számtalan basszusgitártípust használt már. Több interjúban is kijelentette, hogy elsőként egy Fender Precision márkájú hangszert kölcsönzött egy barátjától, majd vett is egyet. Az együttes kezdeti éveiben általában Music Man Bass, Fender Precision Bass, Fender Jazz Bass, és Gibson Thunderbird márkájú hangszereket használt. A Wayne világa 2. című filmben pedig egy Gibson Les Paul hangszerrel látható. A Honkin' on Bobo album egyes felvételeinél, és az azt követő turnék alkalmával is használt egy '51 Fender Precision Bass márkájú gitárt. A 2000-es évek elejétől sűrűn használ Parker típusú basszusgitárokat is, 2009 júniusában pedig Sadowsky hangszereken is játszott.

## Aerosmith-dalokban való részvétele
Azon Aerosmith-dalok listája, amelyekben Tom Hamilton is részt vett dalszerzőként.
1. Sweet Emotion (Toys in the Attic albumról)
2. Uncle Salty (Toys in the Attic albumról)
3. Sick as a Dog (Rocks albumról)
4. Critical Mass (Draw the Line albumról)
5. Kings and Queens (Draw the Line albumról)
6. The Hand That Feeds (Draw the Line albumról)
7. The Reason a Dog (Done with Mirrors albumról)
8. The Movie (Permanent Vacation albumról)
9. Janie's Got a Gun (Pump albumról)
10. Beautiful (Music from Another Dimension! albumról)
11. Tell Me" from (Music from Another Dimension! albumról)
12. Lover Alot (Music from Another Dimension! albumról)
13. Can't Stop Lovin' You (Music from Another Dimension! albumról)
14. Up On A Mountain (Music from Another Dimension! album deluxe kiadásán szerepel) (a dalban énekel is)

## Díjak
- 2007 – Boston Music Award – [29]

## Diszkográfia
- Aerosmith (1973)
- Get Your Wings (1974)
- Toys in the Attic (1975)
- Rocks 1976)
- Draw the Line (1977)
- Night in the Ruts (1979)
- Rock in a Hard Place (1982)
- Done with Mirrors (1985)
- Permanent Vacation (1987)
- Pump (1989)
- Get a Grip (1993)
- Nine Lives (1997)
- Just Push Play (2001)
- Honkin' on Bobo (2004)
- Music from Another Dimension! (2012)